# 1932年ロサンゼルスオリンピックのアメリカ合衆国選手団
1932年ロサンゼルスオリンピックのアメリカ合衆国選手団（1932ねんロサンゼルスオリンピックのアメリカがっしゅうこくせんしゅだん）は、1932年7月30日から8月14日にかけてアメリカ合衆国のロサンゼルスで開催された1932年ロサンゼルスオリンピックのアメリカ合衆国選手団、およびその競技結果。

## 概要
今大会は金メダル41個、銀メダル32個、銅メダル30個の合計103個のメダルを獲得した。

## メダル
| メダル | 選手名                                                                                  | 競技 | 種目             |
| ------ | --------------------------------------------------------------------------------------- | ---- | ---------------- |
| 金     | エディ・トーラン                                                                        | 陸上 | 男子100m         |
| 金     | エディ・トーラン                                                                        | 陸上 | 男子200m         |
| 金     | ビル・カー                                                                              | 陸上 | 男子400m         |
| 金     | ジョージ・セーリング                                                                    | 陸上 | 男子110mハードル |
| 金     | ロバート・キーセル エメット・トッピーノ ヘクター・ダイヤー フランク・ワイコフ           | 陸上 | 男子4×100mリレー |
| 金     | イバン・フクア エドガー・アブロビッチ カール・ワーナー ビル・カー                       | 陸上 | 男子4×400mリレー |
| 金     | エド・ゴードン                                                                          | 陸上 | 男子走幅跳       |
| 金     | ウィリアム・ミラー                                                                      | 陸上 | 男子棒高跳       |
| 金     | レオ・セクストン                                                                        | 陸上 | 男子砲丸投       |
| 金     | ジョン・アンダーソン                                                                    | 陸上 | 男子円盤投       |
| 金     | ジェームズ・ボーシュ                                                                    | 陸上 | 男子十種競技     |
| 金     | ベーブ・ディドリクソン                                                                  | 陸上 | 女子80mハードル  |
| 金     | メアリー・カルー エベリン・ファーチ アネット・ロジャース ウィルヘルミナ・ボンブレーメン | 陸上 | 女子4×100mリレー |
| 金     | リリアン・コープランド                                                                  | 陸上 | 女子円盤投       |
| 金     | ベーブ・ディドリクソン                                                                  | 陸上 | 女子やり投       |
| 金     | ジーン・シャイリー                                                                      | 陸上 | 女子走高跳       |
| 金     | ヘレン・マディソン                                                                      | 競泳 | 女子100m自由形   |
| 金     | ヘレン・マディソン                                                                      | 競泳 | 女子400m自由形   |
| 金     | エリナー・ホルム                                                                        | 競泳 | 100m背泳ぎ       |
| 銀     | ラルフ・メトカーフ                                                                      | 陸上 | 男子100m         |
| 銀     | ジョージ・シンプソン                                                                    | 陸上 | 男子200m         |
| 銀     | ベン・イーストマン                                                                      | 陸上 | 男子400m         |
| 銀     | ラルフ・ヒル                                                                            | 陸上 | 男子5000m        |
| 銀     | グレン・ハーディン                                                                      | 陸上 | 男子400mハードル |
| 銀     | ランバート・レッド                                                                      | 陸上 | 男子走幅跳       |
| 銀     | ロバート・バンオスデル                                                                  | 陸上 | 男子走高跳       |
| 銀     | ハーロウ・ロザート                                                                      | 陸上 | 男子砲丸投       |
| 銀     | ヘンリー・ラボード                                                                      | 陸上 | 男子円盤投       |
| 銀     | エベリン・ホール                                                                        | 陸上 | 女子80mハードル  |
| 銀     | ルス・オズボーン                                                                        | 陸上 | 女子円盤投       |
| 銀     | ベーブ・ディドリクソン                                                                  | 陸上 | 女子走高跳       |
| 銅     | ラルフ・メトカーフ                                                                      | 陸上 | 男子200m         |
| 銅     | ドナルド・フィンレー                                                                    | 陸上 | 男子110mハードル |
| 銅     | モーガン・テイラー                                                                      | 陸上 | 男子400mハードル |
| 銅     | ジョー・マックラスキー                                                                  | 陸上 | 男子3000m障害    |
| 銅     | ジョージ・ジェファーソン                                                                | 陸上 | 男子棒高跳       |
| 銅     | ピーター・ザレムバ                                                                      | 陸上 | 男子ハンマー投   |
| 銅     | ウィルヘルミナ・ボンブレーメン                                                          | 陸上 | 女子100m         |
| 銅     | アルバート・シュウォーツ                                                                | 競泳 | 男子100m自由形   |
| 銅     | ジェームス・クリスティ                                                                  | 競泳 | 男子1500m自由形  |
| 銅     | エレノラ・ギャラッティ                                                                  | 競泳 | 女子100m自由形   |